# Show Me the Way to Go Home

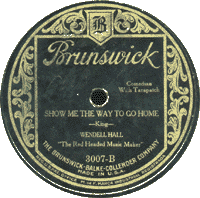
Skivetikett från en inspelning av Wendell Hall (december 1925).

Show Me the Way to Go Home är en sång skriven 1925 av den brittiska duon Jimmy Campbell och Reg Connelly, under pseudonymen Irving King. Den har spelats in av ett flertal artister. Den användes också i filmen Hajen 1975.

## Refräng
Show me the way to go home,

I'm tired and I want to go to bed,

I had a little drink about an hour ago,

And it's gone right to my head,

No matter where I roam,

On land or sea or foam,

You can always hear me singing this song,

Show me the way to go home.